# 2250 Stalingrad
För andra betydelser, se Stalingrad.
2250 Stalingrad eller 1972 HN är en asteroid i huvudbältet som upptäcktes den 18 april 1972 av den ryska astronomen Tamara Smirnova vid Krims astrofysiska observatorium på Krim. Den har fått sitt namn efter staden Stalingrad.
Asteroiden har en diameter på ungefär 19 kilometer och den tillhör asteroidgruppen Themis.